# Клапан Presta

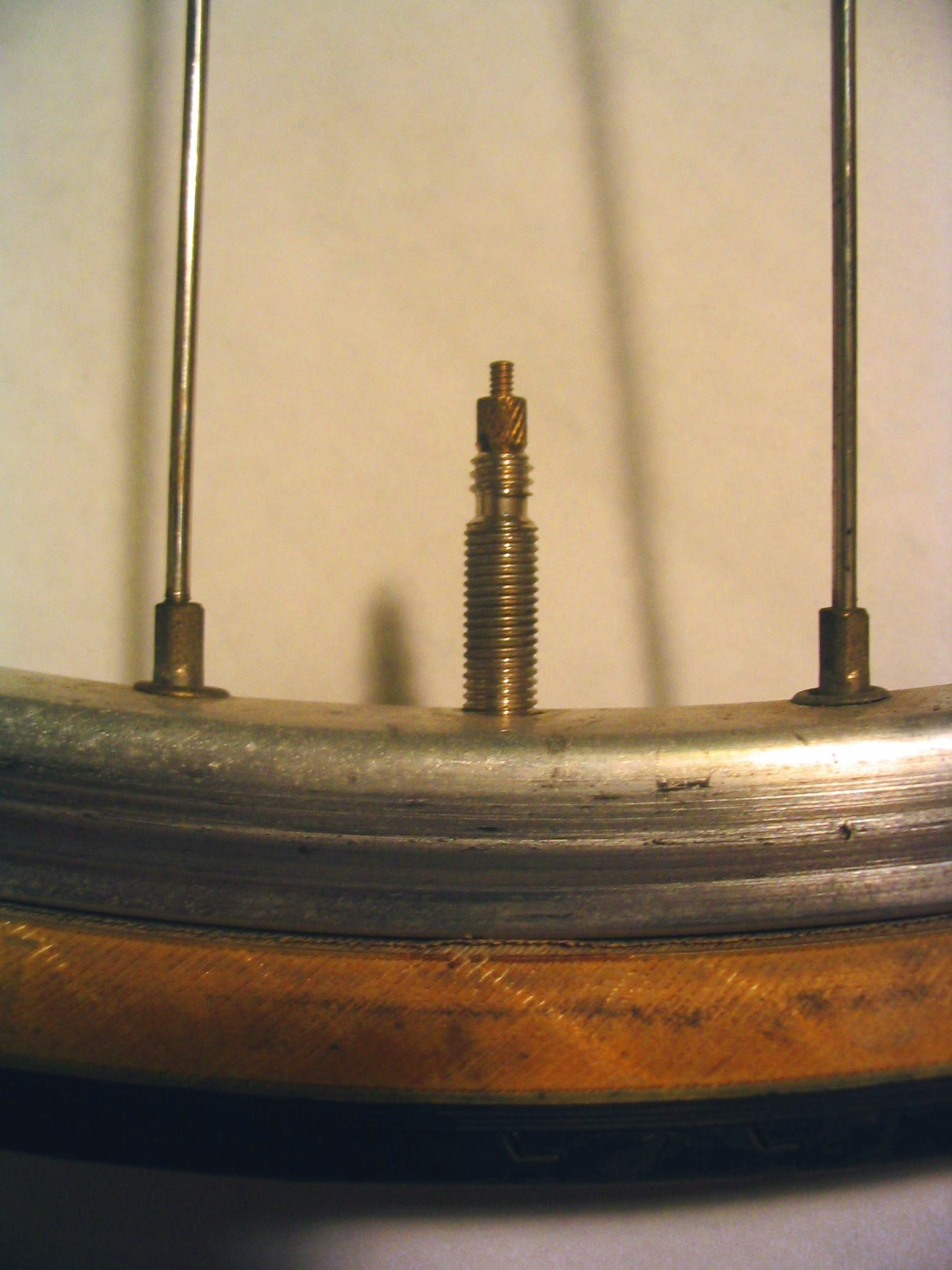

Клапан Presta (також відомий як французький клапан (анг. French valve (FV)) або Sclaverand valve (SV)) — пневматичний зворотний клапан для камер велосипедів. В основному використовується на шосейних, гібридних та інших велосипедах, що мають тонкий обід колеса. Має гвинтову запірну гайку, яка закріплює клапан в закритому стані. Винайдений французом Ет'єном Склавераном, на честь якого має одну зі своїх назв.
Менший діаметр (6 мм) в порівнянні з іншими клапанами дозволяє зменшити ширину обода колеса без значного його ослаблення. Клапан має вільний хід близько 2 мм, при накачуванні замикається зсередини наростаючим тиском.
Обода, призначені для цього клапана, можуть бути адаптовані для інших клапанів шляхом збільшення діаметра отвору до 8 мм. Клапан також можна вставити в обід, призначений для інших клапанів, помістивши спеціальний адаптер або саморобну підкладку в отвір для клапана.
Перехідники для автомобільних насосів (клапан Шрадера) повинні мати гумовий ущільнювач, оскільки їх коротке різьбове з'єднання з клапаном не дозволяє ефективно стримувати тиск при накачуванні.